# Coelichneumon kosempensis
Coelichneumon kosempensis är en stekelart som beskrevs av Tohru Uchida 1932. Coelichneumon kosempensis ingår i släktet Coelichneumon och familjen brokparasitsteklar. Utöver nominatformen finns också underarten C. k. schanensis.